# Water of Love (песня Dire Straits)
Water of Love (с англ. — «Вода любви») — это вторая песня с альбома британской группы Dire Straits 1978 года. Автором музыки и текста является фронтмен группы Марк Нопфлер. Композиция входила в пять песен, которые были записаны на демо-кассету группы летом 1977 года.

## История
Слова и музыка песни написаны британским музыкантом Марком Нопфлером, он играл её на 1937 National Style O-14 Fret
Первым синглом дебютного альбома стал Sultans of Swing.
Первоначально планировалось выпустить второй сингл Down to the Waterline, но решение было изменено.
Сингл вышел в октябре 1978 года под названием Water of Love, а Down to the Waterline стала композицией стороны B.
Запись была выпущена в Нидерландах и в Новой Зеландии, но, на фоне альбома Dire Straits продавался без особого успеха.
Впервые песня Water of Love была записана группой на демо-кассете 27 июля 1977 года, с её помощью они нашли лейбл
звукозаписи.
Песня издавалась на альбоме Dire Straits и сингле в 1978 году и альбоме Live at the BBC 1995 года.
Композиция в составе альбома издана Phonogram в 1978 году, с 1979 года её издаёт Vertigo, а на территории США — Warner Bros. Кроме того, существует сборный альбом «Alchemy», который продаётся под лейблом Universal music.
Она нередко включалась в концерты Dire Straits, The Notting Hillbillies, а также в сольные выступления Марка Нопфлера и присутствует на концертных записях вплоть до 1998 года.
В концертном исполнении она вышла на двух сборных концертных альбомах сторонних производителей: 40 Jaar Pinkpop и Rockpalast 1979.
Это записи тура «Dire Straits tour 1978».
После выхода альбома на всех концертах 1978—1979 годов Марк играет соло на гитаре брата, Дэвида Нопфлера чёрном Fender Telecaster Thinline S/N: 226264 с каподастром.
Позже, после того, как Дэвид ушёл из группы, Марк исполнял песню на том же National Style O, на котором она была записана.
C 1996 года песня играется на Gibson Les Paul Standard ('58). По утверждению официального сайта исполнителя, в 1996 году в туре посвящённом альбому Golden Heart Марк использовал 1986 Pensa-Suhr, Black для этой песни, но если смотреть видеобутлеги, то получается, что на 1986 Pensa-Suhr, Black Марк играет Water of Love в The Notting Hillbillies, а на туре Golden Heart выступает с Gibson Les Paul Standard ('58).

### Песня и её оценка
Несмотря на то, что песня была написана более 30 лет назад и на момент выпуска не произвела сенсации, слушатели помнят её и готовы отдать за неё голос в хит-параде.
| Отзыв покупателя Amazon.com (один из лидеров конкурса рецензий):                                                                                         |
| «Water of Love» продолжает альбом, на ней на сложный рисунок игры ударника Пика Уизерса задающего ритм, Нопфлер накладывает своё соло— Amazon.com Review |

С 2007 года знаменитая немецкая радиостанция SWR1 публикует хит-парады с учётом 2000 позиций. В них снова появилась Water of Love.
| 2007—1752 место | 2008—1535 место | 2009—1401 место |
| --- | --- | --- |
| 1749 Lullaby (2001, Агилера, Кристина) 1750 Lady Marmalade (1989, The Cure) 1751 True Colors (1969, Лаупер, Синди) 1752 Water of love 1753 Wenn ein Mensch lebt (1975, Puhdys) | 1532 (-206) I'm Alive (2002, Селин Дион) 1533 (+474) Hey Hey, My My (Into the Black) (1979, Нил Янг) 1534 (+473) The One I Love (1987, R.E.M.) 1535 (+217) Water of love 1536 (-696) Believe (песня Шер) (1998, Шер) | 1398 (-287) (You Want To) Make a Memory (2007, Bon Jovi) 1399 (-371) Jolene (1974, Долли Партон) 1400 (-398) Lodi (1969, Creedence Clearwater Revival) 1401 (+134) Water of love 1402 (+404) He knows, you know (1983, Марион) |

Сингл также достиг определённых успехов. В Греции Hellenic radio stations в 2009 году составило список наиболее популярных синглов, написанных в период 1979—1989 годов. Water of Love также вошло в него.
Кроме того, сингл был отмечен в хит-парадах разных стран:
| Страна     | Самая высокая позиция |
| ---------- | --------------------- |
| Австралия  | #54                   |
| Нидерланды | #28                   |

ТекстНазвание песни переводится как «вода любви», это нечасто использующийся фразеологизм. В песне Нопфлер рассказывает фантастическую поэму о волшебной воде любви, без которой ему не обойтись. К тому же это песня, которая имеет припев — редкое для Нопфлера явление.

## Мнения
Существующие мнения о песне используют её в качестве точки опоры, признавая тем самым её художественную ценность.
| Издание The Courier-Journal взяло интервью у Эммилу Харрис, в котором она назвала ассоциировала Water of Love со всем творчеством Нопфлера:                                                                                                  |
| Нопфлер написал всё кроме двух песен. Основа его музыки — песни старых Dire Straits такие как «Water of Love» и «Portobello Belle», но к ним добавлено много кантри, американской культуры— Courier-Journal interview by Jeffrey Lee Puckett |

| В интервью с Mixology Report представитель Phonogram использует песню для сравнения с Sultans of Swing: |
| …Если бы не было такой возможности, то я мог выбрать «Water of Love», «Setting Me Up», «Lions» или «Down To The Waterline» для их первой записи. Но мне очень нравится эта песня. [имеется в виду «Sultans of Swing»]— Дайджест прессы за 1978 год |

| Музыкальный сайт TopTenReviews в качестве лучшего ревью выбрал статью со starling.rinet.ru: |
| Однако, Dire Straits не столько берёт мелодией. Хорошо — okay, это так по большей части, так как несмотря на положительные отзывы критиков, большая часть альбома совсем не является легко запоминающейся мелодией, незабываемым шедевром как рефрен в «Water of Love» или «Setting Me Up», западающим в память и всё такое.— starling.rinet.ru |

| Знаменитый английский музыкальный сайт ukmix.org в своей биографии Нопфлера вскользь упоминает о трёх песнях с дебютного альбома группы: |
| --- |
| Весной 1978 года Dire Straits записала дебютный соло-альбом. В него вошли песни «Water Of Love», «Six Blade Knife» и вечно прекрасный «Sultans of Swing». Альбом не получил первых мест в чартах, остановившись в нижней половине списка, время от времени вылетая из них, чтобы позже снова вернуться.— Статья Oscar van Duijn |

| Интернет-сайт iTunes разместил у себя рецензию на альбом, в которой упоминается также и Water of Love: |
| --- |
| «Sultans of Swing» это несомненно хит, невозможно оторваться от этой быстрой работы пальцев, но «Water of Love», «Down to the Waterline» и «Wild West End» захватывают тревогой, окутывают атмосферой, которую также нелегко проигнорировать— iTunes Review |

## Исполнения Water of Love

### Dire straits и Mark Knopfler
Автор с самого начала менял песню Water of Love — вариант на демо-кассете 1977 года сильно отличается от того, как песня была исполнена на альбоме Dire Straits. К тому же при ремастеринге произошли дополнительные изменения — на вступление перкуссии был наложен бас. Впоследствии он много лет работал над песней, представляя слушателям различные аранжировки и соло. Сохранились бутлеги, в которых есть разные версии песен.
- 1989 Песня была исполнена совместно с The Judds. Hoпфлер, играя на гитаре, сильно смягчил соло.[25]

C этого момента были выполнены несколько аранжировок песни, которые были представлены поклонникам на концертах:
- 1990 Существует концертное видео, где The Notting Hillbillies исполняют песню в свойственной группе мягкой манере, в композицию добавлена партия педальной слайд-гитары. При этом Марк играет на 1986 Pensa-Suhr, Black.[10]
- 1996 Интерес вызывает исполнение на промотуре альбома Golden Heart — она напоминает песни будущего альбома sailing to Philadelphia. Water of Love была исполнена на концертах в Лондоне, Берне, Роттердаме, Нопфлер исполнял её на Gibson Les Paul Standard ('58).[11]

ВидеоПесня неоднократно попадала на видео концертных выступлений. Вот наиболее интересные из них:
- 1979 Группа записала концерт в зале Empire (Париж, Франция), на котором песня играется на телекастере.[26] Это первый телевизионный концерт, в котором была исполнена эта песня.
- 1979 Группа записала в 1979 году концерт, который был показан в передаче Rockpalast. Марк, играя на чёрном телекастере импровизирует с соло и меняет текст.[27]
- 1995 Нопфлер исполнил композицию на Gibson Les Paul, существенно преобразовав её.[11]

Песня в киноПесня звучит в двух фильмах, но ни в одном не выходил саундтрек на отдельном диске.
- 1983 Песня сопровождала 103 эпизод сериала Derrick. Серия называлась «Die kleine Ahrens» и её звуковая дорожка включала в себя три песни: Water of Love и Six Blade Knife от Dire Straits и заглавной песни эпизода от Les Humphries[нем.].[28][29][30]
- 1998 Песня была включена в фильм Around the Fire.[31] Фильм не стал заметным событием, но завоевал приз на Giffoni Film Festival[англ.] в номинации фильмов для юношества «Окно в прошлый век».[32][33]

### Исполнения других исполнителей
Песня исполнялась не только рок-исполнителями, но и исполнителями кантри. В списке нет музыкальных групп, которые копируют Dire Straits, исполняя большое количество их песен.
1. 1989 Песня вышла в альбоме известной кантри-группы The Judds с альбома River of Time[англ.] 1989 года. В ней Нопфлер исполняет гитарную партию, а исполняют песню участницы дуэта The Judds.[25]
2. 1996 Марк Нопфлер и Alex Board записывают инструментальный вариант песни. Она была включена альбом Blues Ballads.[34]
3. 1997 Прошлогодняя запись была переиздана в альбоме Alex Bollard - Mark Knopfler's Album Of Hits.[35]
4. 1999 Lex Vandyke выпускает ещё один инструментальный вариант песни. Она была включена в альбом Guitar Greatest.[36]
5. 1999 Австралийский гитарист Michael Fix записывает свой вариант песни. Она была включена в альбом Promise.[37]
6. 2000:Итальянская группа Bermuda Acoustic Trio выпустила акустическую каверверсию этой песни своём альбоме Livin' Studio.[38]
7. 2001:Американская группа Acoustic Syndicate[англ.] исполняет эту песню на своих концертах. Сохранилась запись 8 июня 2001 года, когда они выступали на Van Hoy Farms Family Campground. Исполнение необычайно экспрессивное, в корне отличается от оригинала[39]
8. 2002:Немецкая группа Vergana Music включила песню в альбом Look Of Joy. Акустический вариант без соло.[40]
9. 2002:Американский исполнитель Steve McMurry (лидер Acoustic Syndicate[англ.]) включил песню в альбом 2002 года Big Daddy Bluegrass Band CD.[41]
10. 2002:Американская группа All Thumbs Trio исполнила песню на акустическом концерте концерте в Лидлоу[англ.]. Песня исполнена практически без изменений в музыкальном рисунке, но ритм значительно медленнее, чем у Dire Straits.[42]
11. 2003:Американский исполнитель Larry Keel исполнял песню на концертах, в частности на концерте 2003 года.[43]
12. 2004:Американский исполнитель Tony Stenger включил в альбом American vision one; Two ton combo; American vision II… [et al.] компиляцию этой песни.[44]
13. 2001:Американский исполнитель Matt Hartle исполняет эту песню на своих концертах. Сохранились записи семи из них. Исполнение своеобразное, музыка абсолютно не совпадает с оригиналом.[45]
14. 2008:Американская кантри-группа The Tex Pistols Band включила эту песню в альбом 2008 года Fully Loaded. Исполнение очень похоже на оригинал 1978 года.
15. 2008:Американская фолк-группа Montana Soul включила эту песню в дебютный альбом 2008 года First Light CD. Песня исполнена в стиле фолк.[46]

Песни, совпадающие только по названиюНесмотря на редкость этого названия, на рубеже веков вышел ряд музыкальных композиций с названием «Water of Love». 
| 1978 — Pre-album tour | 1978 — Pre-album tour | 1978 — Pre-album tour          | 1978 — Pre-album tour | 1978 — Pre-album tour | 1978 — Pre-album tour |
| Дата                  | Место                 | Диск                           | На диске              | На диске              | На диске              |
| --------------------- | --------------------- | ------------------------------ | --------------------- | --------------------- | --------------------- |
| 19 апреля 1978        | Честер                | Dire Straits — Live in Chester | 5. Eastbound Train    | 6. Water of Love      | 7. Lions              |

| 1978—1979 Dire Straits | 1978—1979 Dire Straits     | 1978—1979 Dire Straits         | 1978—1979 Dire Straits   | 1978—1979 Dire Straits | 1978—1979 Dire Straits      |
| Дата                   | Место                      | Диск                           | На диске                 | На диске               | На диске                    |
| ---------------------- | -------------------------- | ------------------------------ | ------------------------ | ---------------------- | --------------------------- |
| 19 июля 1978           | Paris Theatre, Лондон      | Dire Straits — Bijou 4CDset    | 1. Down to the Waterline | 2. Water of Love       | 3. Wild West End            |
| 19 октября 1978        | Роттердам                  | LET’S BOOGIE AROUND            | 1. Lady Writer           | 2. Water of Love       | 3. What's The Matter, Baby? |
| 31 марта 1979          | Old Waldorf, Сан-Франциско | Dire Straits — New Old Waldorf | 4. Lady writer           | 5. Water of Love       | 6. In the Gallery           |